# Девочка со спичками
«Де́вочка со спи́чками» (дат. Den lille Pige med Svovlstikkerne) — короткий святочный рассказ Ханса Кристиана Андерсена, написанный в 1845 году в замке Августенборг как текстовое сопровождение к гравюре Иоганна Лундбю с изображением юной продавщицы спичек. Опубликована в 1846 году в альманахе «Данск Фолькекалендер». Впоследствии включена во второй выпуск второго тома сборника «Новых сказок» (1847—1848).

## Сюжет
Рассказ повествует о маленькой продавщице спичек, которая замерзает в канун Нового года, предпочитая не возвращаться домой из страха перед жестоким отцом. Каждый раз, когда она зажигает спичку, чтобы согреться, перед её глазами встают светлые видения — жирный гусь, который поднимается с тарелки и идёт к ней навстречу, рождественская ёлка с игрушками, покойная бабушка… Поутру девочку находят замёрзшей с коробком сожжённых спичек.

## Создание
Об истории создании сказки Андерсен писал: «„Девочка со спичками“ написана в замке Гростен, где я, собираясь за границу, провёл несколько дней. Там я получил от г-на Флинка письмо с предложением написать к одному из трёх прилагаемых рисунков какую-нибудь сказку для его Альманаха. Я выбрал рисунок, изображавший бедную маленькую девочку со спичками».

## Адаптации
- По мотивам рассказа Жан Ренуар в 1928 году снял немую короткометражку. Известны и совсем ранние экранизации — 1903 года (Дж. Уильямсон) и 1919 года (Ю. А. Желябужский).
- В 1897 году датским композитором Августом Энной по рассказу была написана одноимённая опера.
- В 1952 году на экраны США вышел фильм Чарльза Видора «Ханс Кристиан Андерсен»[англ.], в котором эпизодическую роль девочки со спичками исполнила 12-летняя Кэролин Граймс (в титрах не указана).
- В 1996 году белорусский мультипликатор Ирина Кодюкова сняла свою экранизацию рассказа.
- В 2005 году французским художником и режиссёром Сарой Мун были выпущены фотографическая книга и чёрно-белый фильм «Цирк», переосмысливающие сюжет «Девочки со спичками».
- Студия Диснея в 2006 году создала короткометражный анимационный фильм (действие которого перенесено в дореволюционную Россию).